# Leucopleura cucadma
Leucopleura cucadma là một loài bướm đêm thuộc phân họ Arctiinae, họ Erebidae.